# Heptanthura lewisi
Heptanthura lewisi là một loài chân đều trong họ Expanathuridae. Loài này được Kensley & Snelgrove miêu tả khoa học năm 1987.